# Филд, Кристофер
Кристофер Филд (Christopher B. (Bower) Field; род. 1953) — американский эколог и климатолог, специалист в области изменения климата, член Национальной АН США (2001), а также Американского философского общества (2022). Доктор философии (1981), директор Stanford Woods Institute for the Environment (с 2016) и профессор Стэнфордского университета. В 1984—2016 годах сотрудник Института Карнеги, эмерит-директор-основатель его департамента глобальной экологии. Один из трёх наиболее цитируемых в мире учёных в области изменения климата. Он также внёс значительный вклад в области экофизиологии, Ecosystem ecology, биогеохимии. Крис Филд является оптимистом в вопросе разрешения последствий глобального потепления.

## Биография
Окончил Гарвард-колледж (бакалавр биологии, 1975). В 1981 году получил степень доктора философии по биологии в Стэнфордском университете. С сентября 2016 года именной директор (Perry L. McCarty Director) Stanford Woods Institute for the Environment. Перед тем являлся директором основанного им в 2002 году департамента глобальной экологии Института Карнеги, где работал на постоянном контракте с 1984 года. Также состоит именным профессором (Melvin and Joan Lane Professor) междисциплинарных экологических штудий Stanford University School of Humanities and Sciences (с 2012) и профессором наук о системе Земли Stanford University School of Earth, Energy & Environmental Sciences, является старшим фелло Энергетического института имени Прекорта (Precourt Institute for Energy).
Руководил Jasper Ridge Biological Preserve (с 2005).
C 2008 по 2015 год сопредседатель рабочей группы II МГЭИК. Ведущий автор доклада МГЭИК 2007 года (IPCC Fourth Assessment Report).
Член Harvard Board of Overseers, совета директоров Всемирного фонда дикой природы (США), совета попечителей Калифорнийской академии наук.
Фелло Американской академии искусств и наук (2010), Американской ассоциации содействия развитию науки (2009), Американского геофизического союза (2014), Экологического общества Америки (2012).
Член редколлегий Proceedings of the National Academy of Sciences и др..
Автор более 330 научных публикаций, цитировавшихся более 50 тыс. раз.

## Награды и отличия
- Нобелевская премия мира 2007 года (в составе МГЭИК; один из 25 учёных, принимавших награду от её имени)[21]
- Heinz Award[англ.] (2009)[15]
- Премия Макса Планка (2013, совместно с Markus Reichstein[нем.])[22][23]
- BBVA Foundation Frontiers of Knowledge Award (2013)[9]
- Медаль Роджера Ревелла Американского геофизического союза (2014)[10]
- Stephen H. Schneider Award (2015)[20]
- Премия Японии (2022)
- Почётный доктор Университета Буэнос-Айрес[20]
- Stanford Sidney and Skippy Frank Prize[8]